# Pharma Sat
PharmaSat fue un nanosatélite desarrollado por el Centro de Investigación Ames de la NASA que midió la influencia de la microgravedad sobre la resistencia de la levadura a un agente antifúngico.
Fue lanzado por un cohete Minotaur I el 19 de mayo de 2009.